# Sarnico
Sarnico – miejscowość i gmina we Włoszech, w regionie Lombardia, w prowincji Bergamo.
Według danych na styczeń 2009 gminę zamieszkiwało 6540 osób przy gęstości zaludnienia 1015,5 os./1 km².
W miejscowości tej urodziła się Sara Loda, włoska siatkarka, reprezentantka kraju.